# Kontumazgarten
Kontumazgarten – park w Norymberdze w dzielnicy Kleinweidenmühle na południe od rzeki Pegnitz i na zachód od murów miejskich, założony w XV wieku. W średniowieczu istniała tutaj stacja kwarantanny dla przybyszów, zwana Kontumazanstalt, wraz z otaczającym ją ogrodem. W drugiej wojnie margrabskiej 1552 budynki zostały zrównane z ziemią, aby umożliwić ostrzał wojsk oblegających miasto margrabiego prowadzony z jego murów obronnych. W 1669 Georg Vargeth wybudował tutaj pałacyk i założył ogród barokowy. Park został odnowiony w latach 1960 i w 2017. Po północnej stronie rzeki znajduje się park Hallerwiese.

## Źródła
- Ursula Gölzen: Hallerwiese und Kontumazgarten – Parkanlagen mit Tradition. In: Gudrun Vollmuth: Gärten und Gärtla in und um Nürnberg. Ein Lesebuch nicht nur für Gärtnerinnen und Gärtner. Verlag Walter E. Keller, Treuchtlingen 1995, ISBN 3-924828-67-9, S. 48–50.